# Березанцев Пилип Іванович
Пилип Іванович Березанцев (9 січня 1885, Сміле — 7 червня 1958) — доцент, лікар-фармаколог, кандидат медичних наук.

## Біографія
Народився 9 січня 1885 року в селі Смілому Роменського повіту Полтавської губернії (тепер Роменського району Сумської області) в багатодітній селянській родині. Після закінчення сільської початкової школи вступив до Полтавської фельдшерської школи, яку закінчив у 1903 році і був направлений на посаду фельдшера в Земство Роменського повіту, де працював п'ять років, щодня виїжджаючи в села для надання медичної допомоги населенню.
Працюючи фельдшером, готувався до іспитів на атестат зрілості, які екстерном успішно склав при Юр'ївській класичній гімназії, і в 1908 році вступив до Юр'ївського (згодом — Тартуський) університету на медичний факультет, закінчивши його з відзнакою в 1915 році. Будучи студентом ІІ курсу медичного факультету, влаштувався на роботу препаратором на кафедру анатомії, де працював протягом всього періоду навчання, а в останній рік — навіть асистентом кафедри.
Після закінчення медичного факультету Юр'ївського університету і одержання диплому був направлений на фронт: спочатку в 4-ий Георгіївський госпіталь Червоного Хреста в Полоцьк (Білорусь), згодом — на передові позиції, де надавав медичну допомогу аж до закінчення війни. Досвід роботи військового лікаря він узагальнив у чотирьох наукових працях, які доповідав у Полоцькому товаристві військових лікарів та на з'їзді лікарів Першої армії.
Після закінчення Першої світової війни повернувся додому, в Роменський повіт на Полтавщину, де працював сільським дільничним лікарем у с. Засулля, яке було передмістям Ромен. В селі організував дільничну лікарню і протягом 1918—1924 років був її головним і єдиним лікарем.
В 1924 році він переїжджає працювати терапевтом у Робітничу поліклініку Роменського виконкому міста Ромен Полтавського повіту, де працював до 1930 року.
Згодом Пилип Іванович працював у різних медичних установах України, зокрема:
- 1926—1930 роки — старший ординатор терапевтичного відділення стаціонару при Центральній лікарській комісії в Харкові і одночасно (1928—1930) — асистент факультетської терапевтичної клініки Харківського медичного інституту;
- 1930—1932 роки — старший науковий співпрацівник Інституту терапії АМН УРСР, директором якого був академік М. Д. Стражеско, а коли було відкрито кафедру госпітальної терапії Київського медичного інституту, був асистентом цієї кафедри;
- 1932—1941 роки — асистент, згодом доцент кафедри фармакології Київського медичного інституту.

В період радянсько-німецької війни Пилип Іванович перебував у Києві, працював в амбулаторії, надавав допомогу партизанам.
Після війни і до 1949 року працював доцентом кафедри фармакології Київського медичного інституту і одночасно — старшим науковим співпрацівником Інституту експериментальної біології і патології імені академіка О. Богомольця.
В серпні 1949 року Управлінням у справах вищої школи при Раді Міністрів УРСР був направлений на посаду завідувача кафедри фармакології медичного факультету Ужгородського державного університету. Згідно з існуючим на той час положенням, в університеті пройшов конкурс на заміщення цієї посади і згодом був затверджений наказом Головного управління університетів Міністерства вищої освіти СРСР.
В Ужгородському університеті Пилип Іванович працював завідувачем кафедри фармакології з 1949 року до дня виходу на пенсію 3 жовтня 1956 року і в кінці того ж року переїхав до Києва.
Помер 7 червня 1958 року. Похований в Києві на Лук'янівському цвинтарі (ділянка № 18).

## Наукова робота
В 1937 році Пилип Іванович захистив кандидатську дисертацію на тему «К вопросу о действии группы дигиталиса на сосуды изолированных легких» (120 сторінок). Рішенням Кваліфікаційної комісії Народного комісаріату охорони здоров'я УРСР від 7 березня 1938 року (протокол № 5) П. І. Березанцеву було присуджено науковий ступінь кандидата медичних наук.
У зв'язку з початком радянсько-німецької війни диплом кандидата медичних наук МД № 004702 Пилипу Івановичу видано тільки в березні 1946 року.
У 1938 році був направлений у наукове відрядження в Москву, у Всесоюзний інститут експериментальної медицини, де у відділі фармакології працював протягом двох місяців. Повернувшись до Києва, продовжив наукові пошуки у відділі експериментальної патології Інституту експериментальної біології і патології імені академіка О. Богомольця, де вивчав реактивність організму при експериментальній гіпертензії. З цієї тематики Пилип Іванович опублікував 9 наукових праць в основному в журналах «Фармакология и токсикология» і «Медичному журналі Академії наук УРСР», виступав із доповідями на наукових конференціях в Інституті експериментальної біології і патології імені академіка О. Богомольця, на IV Українському з'їзді фізіологів у Львові та інших форумах. Підсумком проведеної наукової роботи була докторська дисертація «Материалы к вопросу о патогенезе экспериментальной гипертонии» (485 сторінок), яка була подана до захисту і попередньо розглянута в Київському медичному інституті. Захист дисертації був запланований на перше півріччя 1951 року, проте за станом здоров'я захист був відкладений.
Опублікував у різних медичних виданнях 29 наукових робіт.

## Медико-педагогічна діяльність
У 1920 році, працюючи ще сільським дільничним лікарем, Пилип Іванович був одним із організаторів медичної школи в Ромнах, при Товаристві Червоного Хреста, де на 6-місячних курсах готували медичних сестер. У цій школі Пилип Іванович був одночасно завідувачем і викладачем. Через два роки школа перейшла на 3-річне навчання і готувала помічників лікаря по догляду за хворими, а згодом одержала статус фельдшерської школи з 4-річним навчанням і підготовкою фельдшерів.
Медичної літератури для підготовки середнього медичного персоналу не було, і це змусило Пилипа Івановича написати підручники з окремих дисциплін. Так, в 1928 році була написана і видана «Анатомія і фізіологія людини» (320 сторінок), а в 1932 році — «Фармакологія з рецептурою» (209 сторінок). Обидва підручники були видані українською мовою і дозволені колегією Народного комісаріату охорони здоров'я України до вжитку як підручники для медичних технікумів. Із цих підручників вчилося не одне покоління медсестер та фельдшерів. Вони були настільки вдало написаними, що «Анатомія і фізіологія людини» до 1937 року перевидавалася 5 разів, а «Фармакологія з рецептурою» до 1954 року — 7 разів.